# BR-469
De BR-469 is een federale weg in de deelstaat Paraná in het zuiden van Brazilië. De weg is een verbindingsweg met een lengte van 19 kilometer in de gemeente Foz do Iguaçu en ligt tussen de douanepost bij de Internationale Brug der Broederschap en de Watervallen van de Iguaçu. Een deel van de route loopt door nationaal park Iguaçu.